# Distrito de Machinga
El distrito de Machinga es uno de los veintisiete distritos de Malaui y uno de los doce de la Región del Sur. Cubre un área de 3.771 km² y alberga una población de 735 438 personas. La capital es Machinga.
- Datos: Q198585
- Multimedia: Machinga district / Q198585